# Un dérangement considérable
Pour les articles homonymes, voir Dérangement.
Pour plus de détails, voir Fiche technique et Distribution.
Un dérangement considérable est un film français de Bernard Stora sorti en 2000.
Le film suit Laurent Mahaut qui consacre toute son énergie à devenir footballeur professionnel. Il porte l'espoir de sa mère et de ses deux demi-frères, Djamel et Nassim. Travaillant le jour à l'usine, il s'interdit tout loisir et toute relation sentimentale. Mais lorsqu'il rencontre Fabienne, de vingt ans son ainée, tout bascule.

## Synopsis
Pour Laurent Mahaut (Jalil Lespert), 20 ans, l’objectif est clair depuis l’enfance : devenir footballeur professionnel, jouer dans une grande équipe. Il y consacre toute son énergie, partageant son temps entre l’usine où il travaille, et le stade où s’entraîne le club local dont il est l’attaquant-vedette. Une discipline de fer. Pas de loisirs, pas de filles. Surtout pas de filles.
À son âge, il est encore vierge. D’autant qu’il a entendu dire que le sperme étant un fluide vital, le dilapider nuisait aux performances sportives… Un moine chaussé de crampons, un saint, comme le dit sa mère, Rose Mahaut (Chantal Banlier).
Rose, c’est la Mamma, le chef de clan. Violente et tendre, roublarde et naïve, paillarde et prude, généreuse et grippe-sous, une grande réserve d’amour inemployée, une grande faculté de haine inassouvie. Il faut la voir, Rose, accompagnée de ses fils !
Laurent et ses demi-frères — Djamel (Yasmine Belmadi), 19 ans et Nassim, 15 ans, les enfants de Samir, le second mari de Rose, parti sans laisser d’adresse, auxquels il faut adjoindre Yamina, 18 ans, la seule fille, mal vue du clan depuis qu’elle s’est mise en ménage avec Norbert, un marchand de chaussures.
Laurent porte tous les espoirs de la famille. En lui réside la seule chance de survie et la seule perspective d’élévation sociale. Déjà, par son salaire, il renfloue chaque mois le budget familial. Mais surtout, un grand club professionnel — Nantes — s’intéresse à lui.
D’un seul coup les Mahaut envisagent de passer du statut de laissés pour compte à celui de nantis. Quel revanche sur le destin…
Lors d’un match contre une ville voisine, Laurent est blessé d’un coup de tête par un joueur adverse. Le nez fracturé, il reçoit à l’hôpital la visite du fautif, Franck Cassard, venu présenter ses excuses sous la contrainte de son entraîneur. Franck (Clément Sibony) est un garçon étrange, immature, secret, en quête de modèles. D’emblée, la détermination et la sérénité apparente de Laurent exercent sur lui une forte attraction. Il recherche son amitié. Invité à dîner chez lui, Laurent fait la connaissance de Fabienne (Mireille Perrier), sa mère, une femme belle, intelligente et vive. Journaliste, elle assure l’édition locale d’un grand quotidien.
L’amour tombe sur lui comme une révélation. Rejoindre Fabienne, retrouver son corps, sa chaleur, sa gaieté devient une obsession. Il apprend à rire, à oublier le temps. C’est une autre naissance. Mais chaque instant qu’il consacre à Fabienne est autant de pris sur le programme qu’il s’est fixé. Et chaque entorse à ce programme est une trahison.
Les tribulations sentimentales de Laurent dérangent tout le monde. Le club — adieu les retombées du transfert à Nantes — le clan — rebonjour la dèche. Ballotté entre des exigences contradictoires, il vit l’amour comme une grosse maladie dont il ne sait comment guérir.
Car pour ceux qui ne sont pas préparés à le recevoir, l’amour représente avant tout un dérangement considérable…

## Fiche technique
- Réalisation : Bernard Stora
- Scénario : Bernard Stora et Gilles Taurand
- Dialogues : Bernard Stora
- Image : Gérard De Battista
- Son : Georges Prat
- Montage : Jacques Comets
- Montage son : Nadine Muse
- Assistant réalisateur : Badreddine Mokrani
- Casting : Christiane Lebrima
- Scripte : Laurence Lemaire
- Costumes : Jacqueline Bouchard
- Maquillage : Agnès Tassel
- Décors : Ambre Fernandez
- Mixage : Jean-Pierre Laforce
- Musique : Bruno Coulais
- Régie : Margot Luneau
- Directeur de production : Philippe Delest
- Produit par Annie Miller
- Production : Les Films de la Boissière
- Pays :  France
- Distributeur d'origine : SND
- Société de distribution : LCJ Éditions et Productions
- Dates de tournage : du 2 novembre au 18 décembre 1998 / du 5 au 20 février 1999
- Lieux de tournage : Paris et région parisienne
- Supports : 35 mm et numérique
- Durée : 110 minutes
- Première projection salles : 20 octobre 1999
- Sortie : 22 mars 2000

## Distribution
- Jalil Lespert : Laurent
- Mireille Perrier : Fabienne
- Chantal Banlier : Rose
- Clément Sibony : Franck
- Yasmine Belmadi: Djamel
- Lokman Nalkacan : Nassim
- Jackie Berroyer : Pierre
- Fatima Touidjine : Mémé Yoyotte
- Stéphanie Ménard : Yamina
- Bernard Blancan : Freddy, l’entraîneur
- Patrick Mercado : Manager
- Laurent Berthet : Entraineur avec Franck
- Jean-Pierre Lazzerini : Dudu, patron de café
- Emmanuelle Blondet : Fille à l’usine
- Géraldine Sorin-Robbe : Carole
- Romain Bideaux : Norbert

## Football
- Tourné avec la participation du Pacy Vallée d’Eure Football
- Président : Yves Villette
- Entraîneur : Laurent Hatton
- Et les joueurs Thierry Bazire, David Bechkoura, Jean-Charles Denoyers, Jean-Michel Edouard, Karim Eddoughmi, Rudy Ernst, Olivier Hameau, Sébastien Larcier, Roland Loubacky, Pascal Mendy, Noël Moukila, Maurice Ntounou, Dominique Sylva, Williams Vimbouly
- conseiller pour les séquences de football : François Verdenet

## Distinctions
- Meilleur film “Pyramide d’Or” et Meilleur scénario, Le Caire 1999
- Prix “Jury des Femmes”, Grand prix d’interprétation (Jalil Lespert) - Festival de Mons 2000
- Grand prix festival de Séville 2000
- Prix d’interprétation (Jalil Lespert) festival de Béziers 2000
- Prix d’interprétation (Yasmine Belmadi) Festival Jean Carmet de Moulins 2000

## Édition DVD
- Un dérangement considérable a été édité en DVD par Doriane Films. Sur le même DVD figure Six crimes sans assassin, un film tourné par Bernard Stora pour la télévision en 1989, avec Jean-Pierre Marielle et Fabrice Luchini.

VOD
Un dérangement considérable est disponible en VOD.